# Mussorgsky Peaks
Mussorgsky Peaks är en bergstopp i Antarktis. Den ligger i Västantarktis. Argentina, Chile och Storbritannien gör anspråk på området. Toppen på Mussorgsky Peaks är 641 meter över havet, eller 127 meter över den omgivande terrängen. Bredden vid basen är 3,4 km.
Terrängen runt Mussorgsky Peaks är kuperad åt sydväst, men åt nordost är den platt. Trakten är obefolkad. Det finns inga samhällen i närheten.